# Prâkrit
Prâkrit, parfois aussi francisé sous la forme pracrit (en sanskrit : प्राकृत, IAST : prākṛta ; de प्रकृति, pra-kṛti) est un terme qui désigne soit une langue indo-aryenne dérivée du sanskrit classique soit d'autres dialectes indo-aryens. Le mot lui-même a une définition assez souple, car il a parfois le sens de « originel, naturel, sans artifices, normal, ordinaire, usuel, ou encore, local », contrastant ainsi avec la forme littéraire et religieuse du sanskrit; mais parfois, on peut aussi comprendre prâkrit comme signifiant « dérivé d'une langue originelle », c'est-à-dire dérivé du sanskrit,.

## Caractérisation
(mars 2020).
On peut donc dire que le prâkrit, comme toute langue vulgaire et vernaculaire de l'Inde, est issu du sanskrit. En sorte, l'on peut comparer les prâkrits au latin vulgaire, tandis que le sanskrit serait le latin classique ; les langues néo-indiennes — à savoir les langues indo-aryennes parlées actuellement dans le sous-continent indien — entretiennent donc avec les prâkrits et le sanskrit les mêmes rapports que les langues romanes avec les latins vulgaire et classique : la langue vulgaire, issue de la classique, engendre par différenciation les langues modernes, qui sont aussi émaillées d'emprunts à la langue classique, jugée plus prestigieuse.
Les langues prâkrites devinrent[Quand ?] des langues littéraires, généralement patronnées par des rois[Lesquels ?] de la caste des Kshatriya, mais elles étaient considérées par l'orthodoxie brahmane comme illégitimes. L'usage le plus ancien que l'on connaisse du prâkrit est formé par l'ensemble d'inscriptions de l'empereur indien Ashoka (iiie siècle av. J.-C.).
Les différentes langues prâkrites sont associées aux diverses dynasties qui les ont patronnées, à diverses religions, diverses traditions littéraires, ou encore à diverses régions du sous-continent indien.
L'un des prâkrits les plus célèbres est le pâli, qui a accédé au statut de langue littéraire et intellectuelle en devenant celle des textes du bouddhisme theravāda.

## Code
- Code de langue IETF : pra